# Acanthochitona exquisita
Acanthochitona exquisita är en blötdjursart som först beskrevs av Henry Augustus Pilsbry 1893.  Acanthochitona exquisita ingår i släktet Acanthochitona och familjen Acanthochitonidae. Inga underarter finns listade i Catalogue of Life.